# Referendum russi d'annessione nell'Ucraina occupata del 2022

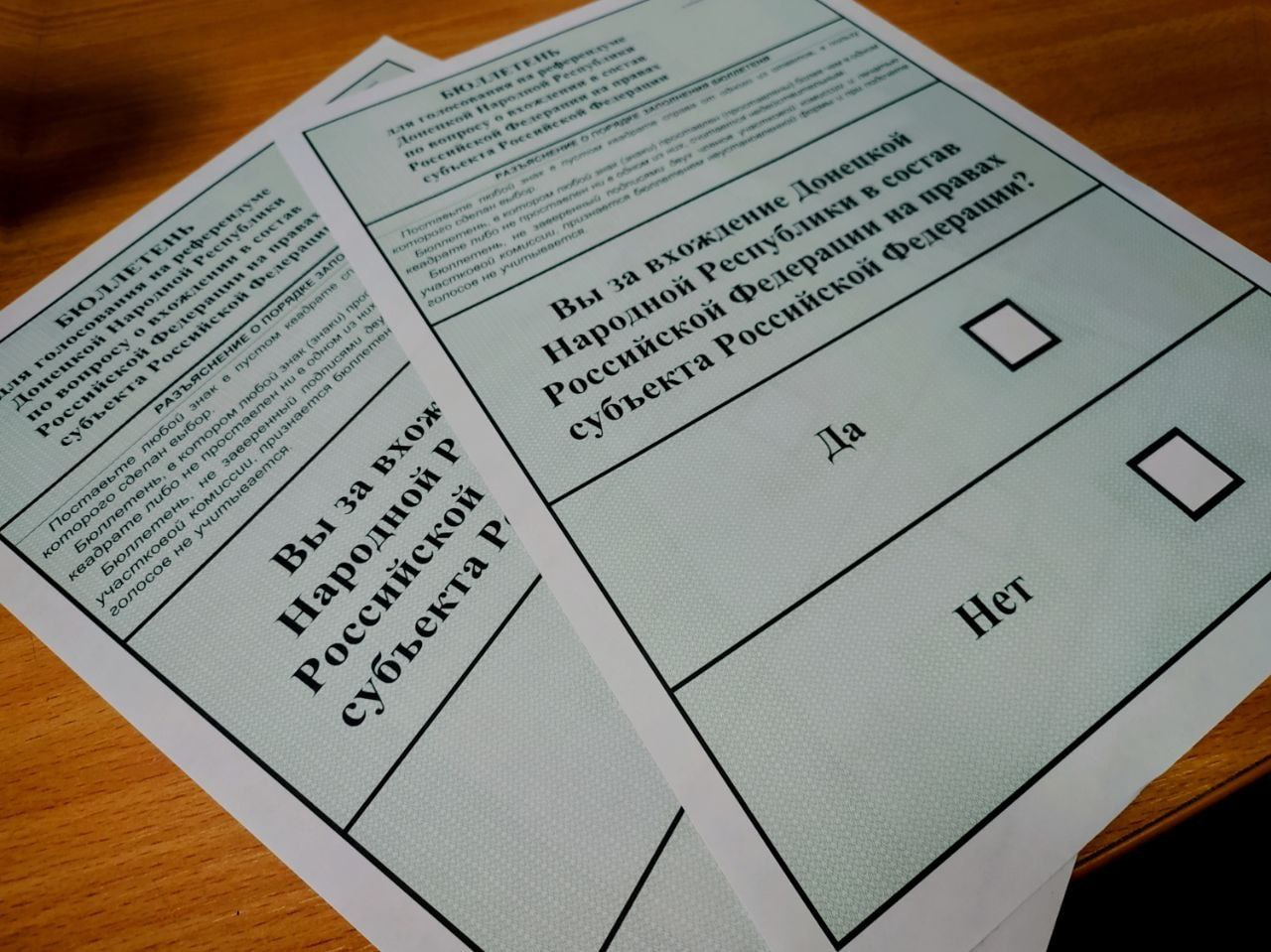
Esempio scheda del referendum

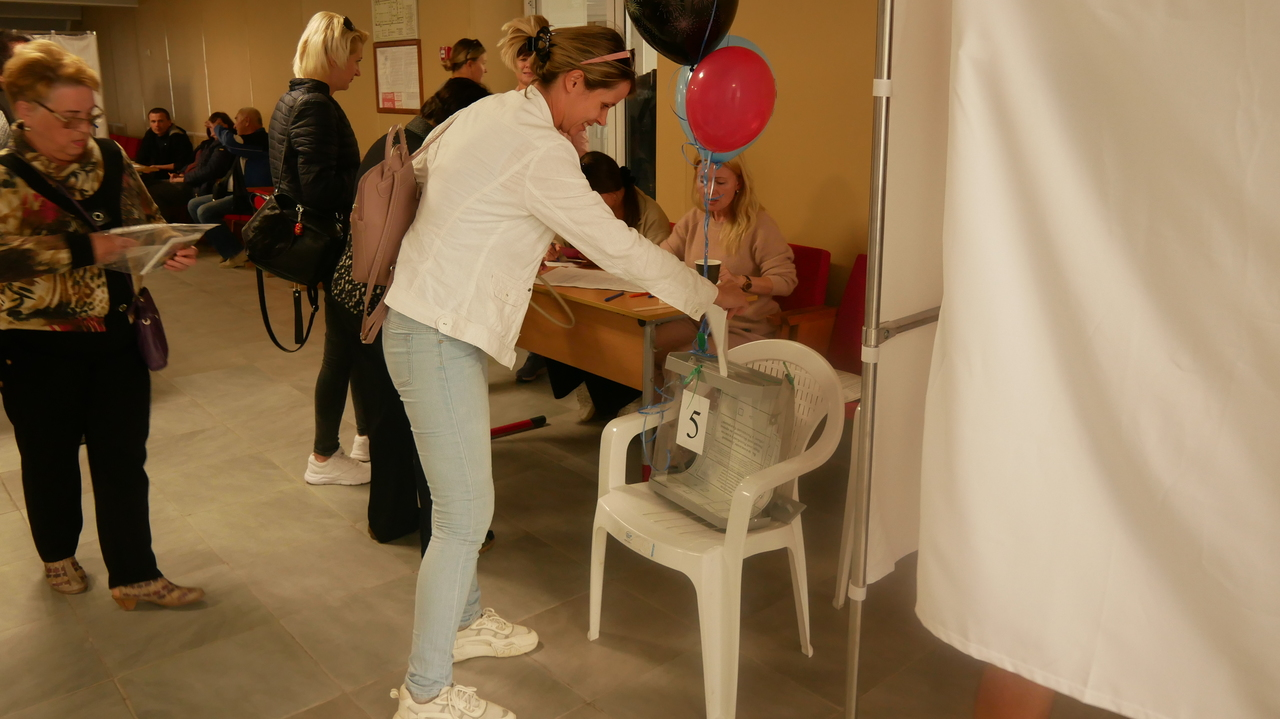
Votante che inserisce la scheda del referendum nell'apposito involucro

I referendum russi d'annessione nell'Ucraina occupata sono stati indetti alla fine di settembre 2022 dai funzionari insediati dalla Russia nei territori ucraini occupati per chiamare la popolazione a pronunciarsi sull'annessione di tali territori alla Federazione Russa.
Sono stati criticati ed etichettati da associazioni governative e non governative e da vari paesi come referendum-farsa. Hanno riguardato quattro macroaree dell'Ucraina: gli stati separatisti della Repubblica Popolare di Doneck e della Repubblica Popolare di Lugansk, e i territori delle oblast' di Cherson e Zaporižžja, sottoposti dalla Russia ad amministrazione militare e occupati nelle prime settimane dell'invasione.
La Russia non controlla completamente nessuna di queste quattro aree, in quanto ancora oggetto di contesa militare. L'ONU ha ritenuto i referendum organizzati in violazione della Carta delle Nazioni Unite e pertanto illegali ai sensi del diritto internazionale.
Nonostante ciò, il 3 ottobre la Duma russa ha preso atto dell'esito del referendum e ha ratificato le annessioni. Le quattro votazioni, approvate all'unanimità, risultano però votate da più parlamentari di quanti fossero presenti, certificando in questo modo la non veridicità delle stesse. Il 4 ottobre anche il Senato russo ha ratificato le annessioni.

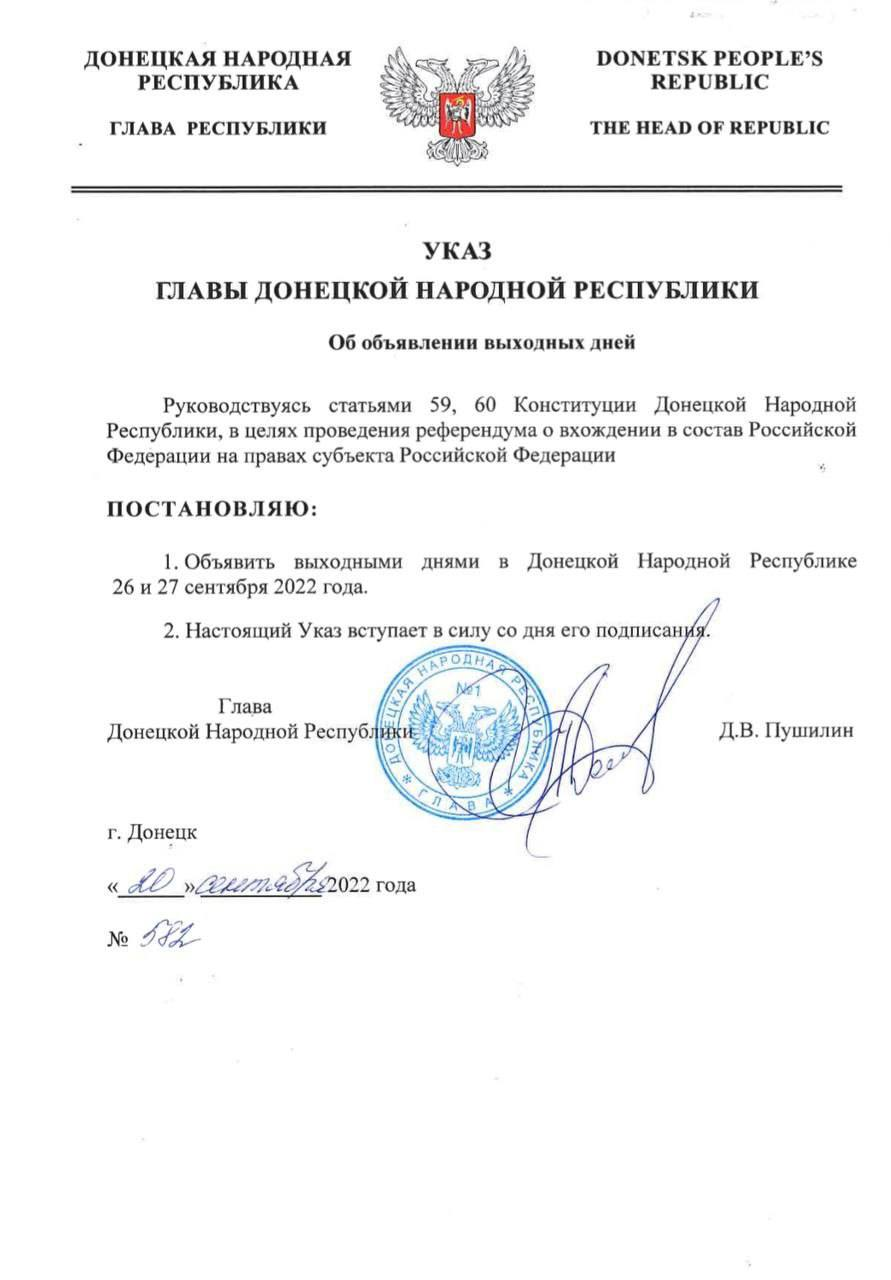
Decreto di convocazione del referendum nella Repubblica Popolare di Doneck

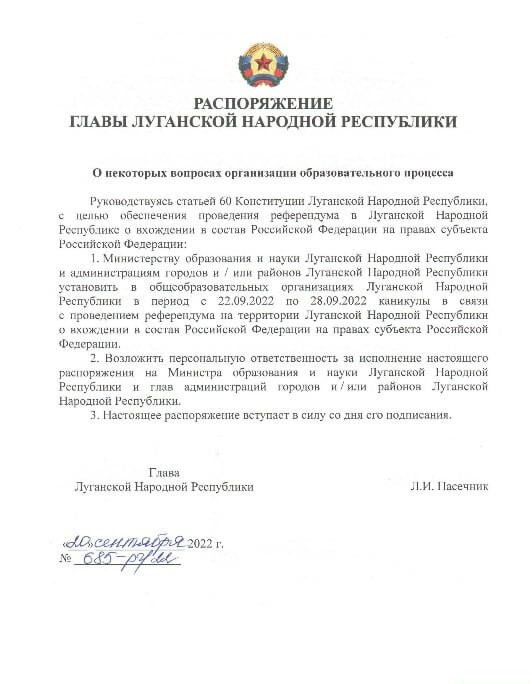
Decreto di convocazione del referendum nella Repubblica Popolare di Lugansk

## I quesiti
Il testo dei quesiti è stato stampato sia in russo che in ucraino nelle due regioni ucraine mentre negli stati a riconoscimento limitato sotto controllo russo della Repubblica Popolare di Doneck e della Repubblica Popolare di Lugansk il quesito è posto solo in russo.
| Quesito in russo | Quesito in ucraino | Traduzione in italiano |
| --- | --- | --- |
| Вы за выход Херсонской области из состава Украины, образование Херсонской областью самостоятельного государства и вхождение ее в состав Российской Федерации на правах субъекта Российской Федерации? | Ви за вихід Херсонської області зі складу України, утворення Херсонською областю самостійної держави і входження її до складу Російської Федерації на правах суб'єкта Російської Федерації? | Approva che l'Oblast' di Cherson esca dall'Ucraina, la riforma dell'Oblast di Cherson in uno stato autonomo e l'incorporazione nella Federazione Russa con i diritti di soggetto della Federazione Russa? |

| Quesito in russo | Quesito in ucraino | Traduzione in italiano |
| --- | --- | --- |
| Вы за выход Запорожской области из состава Украины, образование Запорожской областью самостоятельного государства и вхождение ее в состав Российской Федерации на правах субъекта Российской Федерации? | Ви за вихід Запорізької області зі складу України, утворення Запорізькою областю самостійної держави і входження її до складу Російської Федерації на правах суб'єкта Російської Федерації? | Approva che l'Oblast' di Zaporižžja esca dall'Ucraina, la riforma dell'Oblast di Zaporižžja in uno stato autonomo e l'incorporazione nella Federazione Russa con i diritti di soggetto della Federazione Russa? |

| Quesito in russo | Traduzione in italiano |
| --- | --- |
| Вы за вхождение Донецкой Народной Республики в состав Российской Федерации на правах субъекта Российской Федерации? | Approva l'incorporazione della Repubblica popolare di Doneck nella Federazione Russa con i diritti di soggetto della Federazione Russa? |

| Quesito in russo | Traduzione in italiano |
| --- | --- |
| Вы за вхождение Луганской Народной Республики в состав Российской Федерации на правах субъекта Российской Федерации? | Approva l'incorporazione della Repubblica popolare di Lugansk nella Federazione Russa con diritti di soggetto della Federazione Russa? |

## Risultati
Oblast' di Cherson
| Opzioni                | Voti    | %      |
| ---------------------- | ------- | ------ |
| A favore               | 497 051 | 87,05  |
| Contro                 | 68 832  | 12,05  |
| Totale                 | 565 883 | 99,1   |
| Schede bianche e nulle | 5 118   | 0,9    |
| Totale votanti         | 571 001 | 100,00 |
| Votanti                |         | 76,86  |

Oblast' di Zaporižžja
| Opzioni                | Voti    | %      |
| ---------------------- | ------- | ------ |
| A favore               | 430 268 | 93,11  |
| Contro                 |         | 6,89   |
| Totale                 |         |        |
| Schede bianche e nulle |         |        |
| Totale votanti         | 541 093 | 100,00 |
| Votanti                |         | 85,4   |

Repubblica Popolare di Doneck
| Opzioni                | Voti      | %      |
| ---------------------- | --------- | ------ |
| A favore               | 2 116 800 | 99,23  |
| Contro                 | 4 938     | 0,62   |
| Totale                 | 2 121 738 | 99,85  |
| Schede bianche e nulle | 9 469     | 0,15   |
| Totale votanti         | 2 131 207 | 100,00 |
| Votanti                |           | 97,51  |

Repubblica Popolare di Lugansk
| Opzioni                | Voti      | %      |
| ---------------------- | --------- | ------ |
| A favore               | 1 636 302 | 98,42  |
| Contro                 | 16 555    | 1,58   |
| Totale                 | 1 652 857 | 99,42  |
| Schede bianche e nulle | 9 750     | 0,58   |
| Totale votanti         | 1 662 607 | 100,00 |
| Votanti                |           | 94,15  |

## Conseguenze
L'annessione è stata formalizzata a Mosca all'interno del Cremlino in una cerimonia ufficiale alla presenza dei capi delle quattro regioni (Leonid Pasečnik, Denis Pušilin, Evgenij Balickij e Vladimir Sal'do) e del presidente russo Vladimir Putin. L'Ucraina, l'Unione europea e le Nazioni Unite hanno dichiarato che la cerimonia di annessione non ha alcun tipo di valore legale vincolante.
L'annessione, che è avvenuta dopo la pubblicazione dei risultati dei referendum organizzati dalle autorità separatiste e filorusse sostenute dalla Russia nelle quattro regioni, è stata condannata da più paesi e non è stata riconosciuta dalla comunità internazionale.
L'integrazione di questi territori all'interno della Federazione Russa, ha creato un collegamento terrestre tra la Russia continentale e la Crimea, che la Russia aveva già precedentemente occupato e annesso nel 2014.
Durante la riunione straordinaria del Consiglio di sicurezza delle Nazioni Unite del 30 settembre 2022, nella risoluzione per condannare la Russia sull'annessione di questi territori, vi sono stati 10 sì, 4 astenuti e 1 no; Cina, Brasile, Gabon e India si sono astenuti, mentre la Russia ha posto il diritto di veto. In conseguenza di ciò, il presidente ucraino Volodymyr Zelens'kyj ha presentato formale richiesta di adesione alla NATO.
Agli inizi di ottobre 2022, con una votazione di 143 favorevoli, 35 astenuti e 5 contrari, l'ONU ha adottato la bozza di risoluzione, che condanna il tentativo di annessione dei territori ucraini da parte della Russia. L'annessione non è stata riconosciuta dalla comunità internazionale; l'unico paese a farlo è stata la Corea del Nord. Successivamente su questi territori all'interno delle aree di Donec'k, Cherson, Luhans'k e Zaporižžja, il 19 ottobre 2022 il presidente Putin ha introdotto la legge marziale, limitando lo stato di diritto, ponendo limitazioni alle libertà personali e vietando gli assembramenti pubblici.

### Riconoscimento internazionale dell'annessione russa
- Corea del Nord[41]
- Siria[42]